# Runes of Magic
Runes of Magic è un videogioco di tipo MMORPG gratuito, sviluppato dall'azienda taiwanese Runewaker Entertainment e adattato per il mercato europeo dall'azienda tedesca Gameforge. Dopo essere andato incontro a una fase open-beta, il gioco è stato lanciato il 19 marzo 2009.
La prima espansione del gioco, The Elven Prophecy, è stata distribuita il 15 settembre 2009. L'espansione successiva, The Elder Kingdoms, è iniziata il 22 aprile 2010, ed è diventata disponibile a tutti il giorno 11 agosto 2010. L'ultima espansione in ordine cronologico del gioco, Lands of Despair, è stata distribuita il giorno 16 giugno 2011, dopo circa un mese di closed-beta.
Il gioco fa parte del filone Free To Play: non è richiesta nessuna quota fissa mensile perché il gioco si finanzia tramite acquisto di monete virtuali (diamanti), che possono essere utilizzati per l'acquisto di oggetti utili al progresso del personaggio.

## Trama

Schermata di gioco

Taborea era nei tempi antichi un libro, nel quale si trovava registrata la creazione del mondo originario, ricolmo di miti e leggende. Oggi i continenti sono coperti di tracce sconcertanti e criptiche: oggi la gente di Taborea ha una missione, quella di scoprire il proprio passato.

### Origini
Tanto tempo fa Ayvenas creò un libro, nel quale catturò le origini del mondo. Il nome del libro era “Taborea”. Ayvenas aveva desiderato delle piante, sconfinati campi di soffice erba e alberi giganti, che toccassero il cielo; tutto ciò prese forma. Quando sperò per un magnifico firmamento, nacque un cielo stellato. Sognò nuovi suoni e creò il vento.
Ayvenas si accorse che tutto ciò che aveva creato era molto debole. I più piccoli incidenti causavano gravi danni. Davanti al pericolo erano spaventati e non avevano idea di come proteggersi, erano patetici. Ayvenas scrisse l'incarnazione di se stesso dentro Taborea per insegnargli ad usare le loro abilità. Le razze del mondo nacquero e la leggenda della creazione fu scritta.
Era un'era in cui gli elementi erano ancora in equilibrio. Il divino Ayvenas si prese cura di quel mondo giovane e innocente.

### L'Età dei miti
Le razze evolute erano felici di vedere che stavano crescendo con stabilità, anche Ayvenas lo era. Un giorno, mentre scriveva, un pensiero gli passò per la testa: “Cosa succederebbe se il mondo fosse instabile? Che mondo sarebbe?”. Senza essere cosciente di questo, il pensiero venne registrato e ciò iniziò a cambiare il mondo.
A causa dell'incosciente idea di Ayvenas, le persone iniziarono a cambiare. Il loro inviato gli insegnò tante cose, ma le differenze di abilità e conoscenze fra di loro iniziarono a mutare. Come gli era stato insegnato, alcuni, per vivere, cacciavano e coltivavano, però altri iniziarono a rubare e saccheggiare. Molte persone vivevano pacificamente, fianco a fianco, mentre altri iniziarono a combattere fra di loro.
Infine, anche l'inviato di Dio iniziò a sviluppare le proprie caratteristiche, come fecero gli elementi. Una volta c'erano i guardiani dell'equilibrio, ma questi iniziarono a mischiarsi con creature diverse causando la creazione di innumerevoli esseri magici, tra cui i draghi, i più potenti.
Le azioni di queste creature formarono le basi di molte storie, che, in seguito, si trasformarono in miti. Per questa ragione è chiamata l'era dei miti.
Ayvenas si rese conto che il mondo di Taborea stava uscendo dal suo controllo. Decise quindi di fare a pezzi il capitolo del futuro e di scagliare i frammenti su tutta la terra. La sua intenzione era quella di sparpagliare il potere in tutto il mondo, per permettere alla gente di costruire il futuro di Taborea.
L'inviato divino non era a conoscenza di questo piano e provò grande disperazione. Solo a quel punto iniziarono a capire i desideri del dio e a conformarsi ad essi. Per il volere di Ayvenas, l'inviato tornò indietro e scomparì dal mondo. L'era dei Miti era terminata.
Nei secoli la distruzione di Ayvenas diventò una leggenda. Gli umani delle epoche successive chiamarono oracoli i pezzi dispersi su Taborea. Qualcuno dice che, chi può ottenere gli oracoli, può decidere il futuro.

### Tempo antico
Dopo che le persone furono lasciate da sole a prendersi cura di sé stesse, iniziarono a formare alleanze dal quale emersero stati e nazioni. Per la prima volta la vita di cultura iniziò a fiorire e molti traguardi, che conosciamo oggi, furono raggiunti.
A crescere più velocemente e ad essere più influenti furono gli umani. Avevano ampie conoscenze delle rune e potevano usufruire di un potere divino. Questa civilizzazione avanzata durò circa un millennio e fu in seguito chiamata "L'antico Regno".
Questa era ebbe grande influenza sulle norme e sulle modalità di vita e formò le basi per il futuro sapere e concezione del mondo. Per questo è anche chiamata l'epoca classica.
Con più conoscenza, la potenza dell'uomo crebbe in maniera drammatica, proprio come la sua avidità. Piccoli e sporadici conflitti degenerarono in guerre tra intere nazioni; si iniziò ad usare la magia per causare morte e distruzione.
L'evoluzione tecnologica andò così sviluppandosi che gli umani sfidarono persino le divinità. Tentarono di schiavizzare i draghi e gli elementi per creare mostruosità impensabili con l'aiuto delle rune e di trasformare i loro corpi in base alla loro immaginazione.
Una guerra durata un secolo scoppiò, poco a poco tutte le altre persone furono tirate nel conflitto, fino a che tutto il mondo partecipò. A questa età gli venne dato un nome dopo il più terribile conflitto: La guerra di Balanzasar. I draghi e gli elementi ruppero le loro catene e furono di nuovo liberi.
A causa del loro odio per gli umani distrussero qualsiasi cosa che il genere umano aveva costruito. Questi eventi furono in seguito chiamati "Punizioni del Paradiso". Anche quando la guerra finì non ci fu pace tra le varie fazioni. Le nazioni che avevano ancora potere attaccarono i vicini più deboli e la sofferenza fu ancora più grande.
Alcune delle città più forti sottomisero quelle più piccole e deboli e schiavizzarono i loro abitanti. La loro predominanza era fondata sul fatto che i capi avevano trasformato i loro corpi con il potere delle rune. Vedevano sé stessi come la nuova razza destinata a governare il mondo, i "demoni".
Appena iniziarono a distaccarsi dal genere umano, l'odio riempì i cuori delle persone e la volontà di abbattere i demoni si manifestò. Ma tutte le altre persone portavano ancora le profonde cicatrici della guerra di Balanzasar e avevano perso tutta la fiducia nel genere umano o erano troppo impaurite dai demoni che vennero sottomesse. In seguito, questa era fu completamente dominata dai demoni.
C'era anche discordia e distruzione tra i demoni. Dopo che tutte le città deboli furono sottomesse, un'altra guerra iniziò, questa volta tra i demoni. Non c'erano né draghi né elementi a fermarli. Il terrore assoluto causò la rottura dell'alleanza, comprese tutte le persone e le città. Un piano che ebbe successo fu subito messo a mozione.
Questa alleanza creò un'ambientazione, chiamata il "Mondo del vuoto", e posizionò portali interdimensionali ovunque nel dominio dei demoni, che portavano a questo posto.
Una guerra seguì, conosciuta col nome "Il grande bando". L'alleanza portò i demoni ai portali. Vite ormai finite vennero portate al sacrificio per cacciarli una volta finiti nel vuoto. Una volta cacciati tutti i portali vennero chiusi.
Il metodo che usarono non è più conosciuto, ma ebbe successo. I pochi demoni rimasti persero il loro potere e gli fu data la caccia dagli umani. Avevano una sola scelta - scappare nell'oscurità.
Il prezzo della vittoria fu immenso. Solo una decina di loro sopravvisse alla guerra e numerose icone culturali furono cacciate insieme ai demoni.

## Razze e Classi
In Runes of Magic esistono 3 razze diverse: Umano, Elfo e Nano. E ben 10 classi differenti: Guerriero (tutte le razze), Esploratore (Umano ed Elfo), Brigante (tutte le razze), Mago (tutte le razze), Chierico (Umano e Nano), Cavaliere (solo Umano), Druido (solo Elfo), Guardiano (solo Elfo); Campione (solo Nano) e Stregone (solo Nano).
Guerriero
Nessun guerriero si tirerebbe mai indietro da un combattimento. Loro sono abili nell'uso di armi letali e puntano a diventare sempre più forti. Sono proficui in tutte le tecniche di combattimento ravvicinato e possono uscire vittoriosi dalle lotte più difficili.
Ogni vittoria deve essere ottenuta in modo onorabile. Ogni attacco alle spalle e altre scorrettezze sono un tabù. La prospettiva di un imminente lotta non suscita paura nella testa dei guerrieri robusti, ma inculca un senso di onore e volontà di vittoria.
I guerrieri sono veri maestri nell'uso delle armi, potendo indossare tutti i tipi di armatura, anche le magnifiche chain mail. Guidati dall'ira in battaglia, tentano di sovrastare il nemico con speciali combinazioni di colpi, incrementando la velocità degli attacchi.
Possono anche incanalare la loro ira in abilità passive per rinforzarsi o provocare gli avversari, spaventandoli con una furia impressionante, terrificante tanto da mandare in panico le menti più deboli.
Ultimamente le combinazioni di classi guidano le loro abilità in diversi modi. Per infliggere un massimo danno fisico in combattimento ravvicinato la loro abilità primaria rimarrà comunque la forza.
I guerrieri abili sanno valutare la situazione tutte le volte, sanno quando possono uscire sconfitti da una battaglia e sanno quando ritirarsi o prendere una pausa. I guerrieri non si preoccupano dei loro nemici perché mirano a devastarli in ogni battaglia.
Esploratore
Gli esploratori sono perseveranti avventurieri, sensibili ai pericoli che li circondano. Questo gli permette di presentarsi davanti ai nemici in una posizione favorevole.
La fredda precisione con l'arco è il pane della loro professione. I combattimenti ravvicinati non fanno per loro, ma se questo dovesse accadere hanno a disposizione diversi assi nella manica.
Per difendersi contano sulla loro agilità, che gli permette di schivare gli attacchi ostili. Preferiscono sempre il silenzio, la soluzione elegante. La resistenza, la concentrazione e la furbizia sono le virtù di un vero cacciatore, che tiene gli occhi sulla preda e la uccide.
Gli esploratori sono maestri nel combattimento a distanza, si esercitano per portare la loro abilità con la balestra e con l'arco fino alla perfezione.
Nel combattimento ravvicinato fanno affidamento sulla schivata e sulla tattica, per allontanarsi nuovamente, potendo così scoccare un'altra freccia oppure attendere i rinforzi più abili nel combattimento di mischia.
Con attacchi speciali dalla distanza sono in grado di sconfiggere i nemici in una manciata di secondi oppure indebolirli quasi fino alla morte, diventando facili prede nel combattimento ravvicinato. Quest'ultimo è l'unico punto debole degli esploratori, a cui devono prestare molta attenzione.
Con la loro eccezionale percezione possono scovare nemici nascosti da una distanza rassicurante, che li rende i naturali avversari dei briganti. La destrezza e l'intelligenza sono essenziali per gli esploratori. Ogni decisione deve essere ponderata, traendo naturalmente vantaggio dal combattimento dalla distanza.
Brigante
I briganti sono una delle classi più veloci tra quelle disponibili.
Capaci di avvicinarsi furtivamente alle loro vittime impreparate. A causa della loro marginale forza fisica possono infliggere pochi danni, quindi combinano i loro attacchi con un veleno insidioso, diventando un pericolo per tutti i loro avversari.
Il loro grandioso arsenale di trucchi impressionanti è guardato con disprezzo dai combattenti meno abili, che li considerano sleali.
Per loro non è inusuale lasciare un campo di battaglia con le tasche piene, sono ladri dopo tutto.
I briganti sono specialisti nell'infliggere particolari danni fisici. Nel combattimento ravvicinato utilizzano tecniche con il coltello, mentre sono capaci di colpire anche dalla lunga distanza.
In contrasto con i guerrieri e gli esploratori loro fanno affidamento su metodi scorretti, come attacchi furtivi, velenosi e altre varie tecniche che provocano sanguinamento.
Nonostante la sua mancanza di forza e difesa, grazie alla sua agilità un brigante può evitare molti problemi. L'unico obbiettivo del brigante è di colpire con sorprendente precisione durante gli attacchi.
Oltre alle sue abilità di attacco esso può armare delle trappole, sorvegliare l'area e incrementare il guadagno di tutto il gruppo; tutto questo li rende validi compagni d'avventura.
Mago
I maghi sono saggi e prudenti e la conoscenza è l'unica forza su cui fanno affidamento.
Hanno tentato, per gli eoni, di risolvere i misteri degli elementi, per capire e gestire alla perfezione le loro invocazioni. L'immensa concentrazione richiesta per lanciare un incantesimo costringe i maghi a non indossare le protezioni offerte dalle armature poderose.
Per l'evocazione è richiesta una certa distanza. È molto importante avere dei compagni su cui i maghi possono fare affidamento. La loro mancanza di protezione è compensata dall'immenso potere che possono rilasciare.
I maghi attaccano con il fuoco e il fulmine, infliggendo un grande ammontare di danni.
Alcuni dei loro incantesimi possono devastare grandi aree mettendo in difficoltà intere orde di nemici. I maghi di grandi potenzialità sono capaci di sfruttare i poteri della fenice.
Con l'aiuto della loro conoscenza arcana possono proteggere se stessi e i compagni dal pericolo o incrementare la potenza dell'intero gruppo.
Chierico
L'umanità ha bisogno degli dei, ma la loro anima non può toccare la realtà direttamente. I chierici utilizzano le loro preghiere per assistere chi ha bisogno di aiuto divino.
Sfruttano le abilità utilizzando il potere che scorre in loro attraverso le divinità. Ad esempio è loro convinzione, che con la fede di Narfas, il dio delle acque sorgive, sarà possibile curare le ferite, evocare la magia e richiamare le anime nei loro corpi.
Allo stesso tempo utilizzano l'elemento dell'acqua per proteggere tutti quelli che credono fortemente in loro. Ma la loro fede deve essere vera: il loro credo in Dio, per sé stessi e oltre il destino. Solo avendo questa mentalità può il potere tra il chierico e il suo dio connettersi ed essere utilizzato per portare le meraviglie delle preghiere nel mondo.
Nonostante i chierici siano capaci di difendersi, far recuperare i punti ferita ed incrementare le statistiche dei loro compagni, hanno anche il potere di riportare in vita i compagni caduti in battaglia.
Possono indossare scudi: hanno anche l'abilità di utilizzare l'elemento dell'acqua per rilasciare un potente danno magico.
Tuttavia, il loro ruolo più importante rimane il richiamo dell'assistenza divina durante la battaglia.
Anche se qualcuno potrebbe scorgere un chierico solitario, sicuramente, in poco tempo, sarà chiamato a fare squadra con altri avventurieri, poiché raramente si può fare a meno dell'assistenza divina.
 Cavaliere
Grazie alla loro educazione militare, i cavalieri possono indossare armature massicce e utilizzare armi pesanti.
Padroneggiano qualunque abilità di combattimento, anche se la loro forza sta nella profonda fede. Ciò gli permette di richiamare i poteri nascosti della luce all'interno delle anime di ogni essere umano.
Con questa fede, la loro combattività e la volontà di ferro, i cavalieri costruiscono immense pareti per proteggere tutto ciò che per loro è sacro.
Sono tradizionali avventurieri che detengono il loro livello di professione più elevato rispetto agli altri, sono dediti alla vita del cavaliere a causa del loro Codice d'Onore.
I cavalieri indossano le armature più pesanti; attualmente è l'unica classe che può indossare le armature di piastra. Attraverso il loro potere della luce hanno accesso ad abilità che possono mandare l'avversario al tappeto.
È una delle poche classi che si lancia contro i nemici più poderosi. Con i loro attacchi speciali e le abilità dello scudo, i cavalieri combattono i loro nemici attirando su di sé il loro odio.
Druido
I druidi, nelle società degli elfi, hanno le funzioni dei priest. Sono i custodi del sapere che gli elfi hanno raccolto dalle forze della natura. È da questo sapere che i druidi prendono le loro capacità ricordanti quelle dei maghi. Le femmine di druido, che hanno maggiore padronanza delle forze della natura, hanno la possibilità di unirsi al circolo delle possibili mogli del re. Solo la regina può essere considerata la sacerdotessa più importante.
Per applicare queste abilità i druidi hanno un potere latente che viene utilizzato per costruire "il potere della natura". Possono usare queste capacità per incrementare o aggiungere effetti alle loro tecniche. L'ammontare del "potere della natura che il druido costruisce dipende da quale abilità utilizza. Devono anche considerare l'esatta sequenza con cui sferrano gli attacchi per ottenere il risultato migliore.
I druidi possono anche impiegare il loro potere per curare e supportare gli alleati. Nel corso della loro istruzione sceglieranno se dedicarsi a funzioni di supporto e cura oppure alla distruzione del nemico. Proprio come accade in natura, il potere dei druidi si rivela lentamente, ma in maniera duratura.
Guardiano
Loro sono i guardiani della natura. In tempo di pace è loro responsabilità assicurarsi che le regole per preservare le foreste di Taborea, cioè l'habitat naturale degli elfi, vengano rispettate. Nel tempo i guardiani hanno imparato a comunicare con le piante e sono entrati in una sorta di simbiosi con loro. Mentre le proteggono queste gli donano poteri e abilità. L'intima relazione con la natura permette ai guardiani di evocare spiriti che li accompagnano e li proteggono nel corso dell'avventura. Durante la loro vita ricevono compagni differenti; il loro aspetto e le loro abilità dipendono dalle esperienze e dalle competenze del loro padrone.
I guardiani hanno un'inclinazione a difendere gli elfi giovani da tutti i pericoli che potrebbero minacciarli. Per questa ragione vengono addestrati nel combattimento ravvicinato. In aggiunta, hanno anche poteri che gli permettono di rinforzare sé stessi e i loro compagni, formando così un utile supporto in battaglia.
Campione
Stregone

## Dual Class System
Diversamente da altri giochi dello stesso genere, Runes of Magic possiede un sistema di "Doppia classe". Nel gioco infatti esistono classi con statistiche differenti in base all'equipaggiamento disponibile per essa, alcune classi sono incentrate su una sola statistica mentre altre sono bilanciate tra 2 o più, tuttavia non esistono classi ibride in grado di ricoprire i ruoli di DPS, Tank e Healer insieme. Con il Dual Class System il giocatore ha la possibilità (a partire dal livello 10) di aggiungere una classe secondaria, che aumenta il numero complessivo di combinazioni individuali fino a 30. Creando in questo modo un personaggio con abilità condivise tra le 2 classi (anche se i vestiti utilizzabili saranno sempre quelli della classe primaria) e dare la possibilità ai giocatori di invertasi diverse combinazioni di classe, di aumentare ulteriormente l'efficienza di un personaggio su una sola statistica e ruolo in squadra (in caso di classi simili) oppure di creare un compromesso tra 2 classi opposte e creare un personaggi adatto per più situazione contemporaneamente.
Generalmente, tutte le classi di Runes of Magic possono servire come primaria o secondaria. Per cambiare tra queste, i giocatori devono visitare i class trainer speciali che si trovano a Varanas nella regione iniziale. In qualsiasi momento i giocatori hanno a disposizione, in base al livello, tutte le abilità della loro classe primaria. Simultaneamente tutte le abilità “non specifiche” della classe secondaria sono utilizzabili.
In aggiunta gli attributi della classe secondaria si aggiungeranno, per il 10%, a quelli della classe primaria. Contrariamente, tutta l'esperienza e i punti talento (TP) ,raccolti da un avventuriero, si accumuleranno esclusivamente alla loro classe primaria attiva. Inoltre, tutte le abilità della classe primaria possono essere potenziate distribuendo i punti talento. In ogni caso, il livello della classe secondaria non può sorpassare quello della primaria. Per livellare la classe secondaria, i giocatori devono farla passare a primaria tramite un qualsiasi Allenatore di classe.
Opzioni tattiche
Utilizzando il dual class system di Runes of Magic saggiamente i giocatori possono costruire i loro personaggi in maniera multifunzionale. Con uno scout come classe secondaria, i personaggi possono ad esempio utilizzare un arco; con un rogue sarà possibile utilizzare armi con proiettili, i guerrieri vi daranno accesso alle asce. Diventerà possibile realizzare guerrieri che utilizzano armi dalla distanza e chierici che combattono con asce. La gamma di possibilità dà ai giocatori che giocano soli o in gruppo molte scelte tattiche interessanti nel PvE. I giocatori RPG ameranno il riflesso che il loro personaggio acquisterà per una corretta interpretazione di quest'ultimo.
Le abilità delle sei classi principali utilizzano energie di tipo differente. I guerrieri utilizzano l'ira, gli esploratori usano il focus, i briganti utilizzano l'energia e maghi, chierici e cavalieri combattono con il mana. I giocatori possono applicare questi tipi di energia indipendentemente da ogni altro. Tuttavia è possibile utilizzare il dual class system di Runes of Magic per costruire pericolosi specialisti, perfettamente progettati per il gioco di gruppo. Ad esempio, gli avventurieri furbi potrebbero creare un possente bombardiere con la combinazione dello scout e del mago; se il personaggio in questione dovesse terminare il suo focus, potrà semplicemente utilizzare il mana e lanciare le skill della sua classe secondaria. In contrasto con questo, un knight-warrior sarà il combattente da mischia per eccellenza. I giocatori devono prestare attenzione con alcune combinazioni: i maghi e i chierici utilizzano la stessa risorsa, ovvero il mana, che potrebbe consumarsi rapidamente, lasciandoli così senza risorse.

## Abitazione
Il giocatore avrà, fin dall'inizio del gioco, una casa in cui è possibile accedere per la prima volta a Logar. Il giocatore può comprare durante il corso del gioco oggetti da arredamento che serviranno per abbellire la propria casa utilizzando gli slot disponibili e stanziarli fra di loro.
Attualmente ci sono oltre 130 tipi di oggetti d'interni, dando ai giocatori molte opzioni differenti per decorare la loro casa. Una varietà di tavoli, sedie, camini, letti, decorazioni a muro e divisori di stanza.

### Banca e magazzino
Naturalmente Runes of Magic offre una banca in ogni città. Ma visto che da sempre ci sono cacciatori e raccoglitori, i giocatori hanno accesso al proprio baule, nel quale possono immagazzinare tutti i loro preziosi tesori. Il primo di questi bauli ha 20 slot e può – come ogni altra cosa – essere liberamente posizionato nella propria casa. Altri bauli possono essere comprati in qualsiasi momento.

### Vestiti e Manichini
In Runes of Magic i giocatori possono introdurre alcuni manichini nella propria casa: Ci sono quelli da uomo e quelli da donna e il giocatore ne può mettere quanti ne vuole. Con un click apparirà la schermata in cui è possibile posizionare il relativo equipaggiamento, che naturalmente andrà a vestire il proprio manichino. Questo da anche dei vantaggi. Se si ha fretta e ci si vuole vestirsi in modo differente a seconda della missione che si andrà a compiere, con un click si potrà scambiare l'equipaggiamento che il giocatore indossa con quello del manichino in modo semplice.

## Professioni
Durante il gioco, il giocatore ha la possibilità di assegnare al proprio personaggio una "professione". La professione permette ai giocatori di poter aver dei bonus su determinate azioni che compiono oppure poter fare azioni che solitamente il proprio personaggio di base non fa. Ciò servirà al giocatore per poter trovare oggetti più facilmente o avere aiuti in missioni di ricerca o durante la battaglia, spetta al giocatore decidere quale professione sarà più utile per il proprio personaggio.

## Equipaggiamento
Accanto ad un solido allenamento, gli avventurieri avranno bisogno di essere ben equipaggiati per sopravvivere in Taborea. È importante quindi avere vesti e armi adeguati al ruolo che su vuole svolgere. Le classi hanno caratteristiche individuali.
Guerrieri e Cavalieri si equipaggiano con pesanti armature di metallo e possono scegliere di brandire armi a due mani e asce.
Esploratori e Briganti utilizzano flessibili armature di pelle o vestiti leggeri e, per quanto riguarda l'armamento, possono scegliere archi, armi da lancio o leggere da mischia.
Maghi e Chierici devono affidarsi alla potenza della loro mente, mentre in battaglia utilizzano bastoni e bacchette. Sono orgogliosi del loro aspetto e sono ben curati per via delle loro vesti molto popolari.
Accanto a questi importanti equipaggiamenti ci sono le pozioni, una risorsa fondamentale per le abilità manifatturiere e per il combattimento. Alcuni oggetti avranno un utilizzo specifico in determinate missioni, mentre altri si esauriscono dopo un singolo uso o forniscono al giocatore un beneficio per un lungo lasso di tempo.
Vestiti e armature
Ci sono molte tipologie di vestiti e equipaggiamenti per i personaggi creati dai giocatori, che ricoprono il personaggio dalla testa ai piedi. Nel vestiario ci sono giacche foderate, scarpe leggere di cuoio, armature di pelle, cappucci, abiti di lino, guanti, cinture e molto altro.
Ogni classe può trovare equipaggiamenti più adatti al proprio ruolo. Ma la scelta non è fondata soltanto sull'estetica. Mentre le armature pesanti offrono una grande protezione contro gli attacchi fisici, sarà altrettanto facile schivare attacchi magici indossando armature leggere. Ci sono inoltre i set armatura che, sebbene non siano visivamente compatti, offrono molti più bonus rispetto a ciò che si può indossare normalmente. I giocatori possono personalizzare e modificare i colori come desiderano.
Armi
I mercanti d'armi in Runes of Magic sono veramente ben attrezzati. Semplici bastoni, coltelli maneggevoli, eleganti spade forgiate con l'acciaio e asce a due mani. Più queste sono leggere, più sono facili e veloci da maneggiare. Le armi a due mani sono lente ma sono capaci di infliggere un grande ammontare di danno al bersaglio. Le armi a distanza, come archi e balestre, sono le preferite degli Esploratori, mentre i Ladri prediligono quelle da lancio. Ma entrambe queste classi devono assicurarsi di avere con sé abbastanza proiettili. Molte armi non sono disponibili per tutte le classi. Infatti Maghi e Sacerdoti non hanno la costituzione necessaria per indossare oggetti pesanti.
Orecchini, oggetti magici, cibo e pozioni
In aggiunta all'equipaggiamento del personaggio, nel gioco si può avere accesso ad anelli, amuleti, orecchini e talismani. Questi oggetti spesso offrono alcune resistenze aggiuntive o bonus. Ogni classe può indossare orecchini senza alcuna restrizione. Inoltre i giocatori possono comprare pozioni magiche dagli alchimisti, che rigenerano la vita e il mana velocemente. Queste saranno utili durante i combattimenti, ma allo stesso tempo verranno consumate in grande quantità. I giocatori possono rifornirsi di pozione ogni qualvolta hanno accesso ad un negozio, tuttavia è anche possibile crearsi pozioni per conto proprio utilizzando particolari oggetti.
Attributi e rune
Ogni oggetto equipaggiato nel gioco ha una propria durabilità; se la sua durabilità dovesse scendere al minimo, diventerebbe inutilizzabile. In questi casi è quindi necessario per il giocatore fare delle visite regolari da i forgiatori d'armi. Gli oggetti in Runes of Magic hanno un sistema di classificazione, dove gli oggetti di alto grado hanno poteri straordinari, ma rari da trovare. Alcuni oggetti tendono ad avere proprietà magiche che possono aggiungere al personaggio attributi come la saggezza, la destrezza e la forza, o possono anche migliorare il danno, il rateo di attacco e la difesa. Altri garantiscono speciali resistenze, ad esempio la protezione contro gli elementi come acqua e fuoco.
Alcuni equipaggiamenti sono dotati di uno o più incavi, che possono essere utilizzati per incanalare il potere delle rune. Tuttavia il rango di una runa non deve superare quello di un equipaggiamento. Bonus aggiuntivi possono essere ottenuti utilizzando i cristalli magici sulle armi e sulle armature. Questa potenza potrebbe essere aggiunta più volte per incrementare il livello e ottenere un'aura. Tuttavia quest'ultima funzione è completamente randomica nel gioco, i giocatori hanno possibilità che i loro oggetti vengano potenziati ma allo stesso tempo non viene escluso che possa ricevere indebolimento, tutto dipende dalla fortuna che hanno i giocatori.
Mercanti
I giocatori, oltre a comprare oggetti dai mercanti, hanno come altra fonte di guadagno (alternativa a quella di uccidere mostri) di vendere oggetti ai negozianti, in maniera tale da trarre profitto e spendere i soldi guadagnati per equipaggiamenti più elaborati e soddisfacenti per ogni livello a salire.

## Cavalcature
Vi è una vasta scelta di supporti per accelerare il movimento, tra cui cavalli, struzzi, tigri ed altri animali esotici e fantastici, la maggior parte dei quali son disponibili in diversi colori.

## Valute
Ci sono 7 diverse valute: oro, diamanti, gettoni, "mementos", conchiglie ed "energia di giustizia".